# Phylloscartes poecilotis
Phylloscartes poecilotis là một loài chim trong họ Tyrannidae.